# Tua Nanga
Tua Nanga is een bestuurslaag in het regentschap Sumbawa Barat van de provincie West-Nusa Tenggara, Indonesië. Tua Nanga telt 1286 inwoners (volkstelling 2010).